# Boeing
The Boeing Company es una empresa multinacional con sede en Seattle, Estados Unidos, que diseña, fabrica y vende aviones, helicópteros, misiles y satélites, proporcionando asesoramiento y servicio técnico. Es el segundo mayor fabricante de aeronaves comerciales del mundo, justo detrás de Airbus. El segundo contratista de defensa del mundo, según datos de 2013, y el mayor exportador de Estados Unidos en función del valor del dólar. Sus acciones se encuentran en el Promedio Industrial Dow Jones, el índice que mide el desempeño de las 30 mayores empresas que cotizan en el mercado bursátil de Estados Unidos. Boeing fue fundada por William E. Boeing en Seattle, Washington, el 15 de julio de 1916. La actual corporación es el resultado de la fusión de Boeing con McDonnell Douglas el 1 de agosto de 1997.
Boeing está organizada en cinco divisiones principales: Boeing Commercial Airplanes (BCA) (aviones comerciales), Boeing Defense, Space & Security (BDS) (defensa, espacio y seguridad), Engineering, Operations & Technology (ingeniería, operaciones y tecnología), Boeing Capital y Boeing Shared Services Group (grupo de servicios compartidos). En 2017 registró 93.000 millones de dólares en ventas.
Debido a los errores de diseño de su modelo 737 MAX (respuesta al nuevo A320neo de su competidor histórico Airbus SAS) que provocaron dos accidentes fatales relacionados con la falta de control del ángulo de ataque durante el despegue, se decretó en todo el mundo la suspensión de vuelo del Boeing 737 MAX en 2019, lo que provocó grandes pérdidas a la compañía al dejar en tierra 387 aviones.

## Historia

### Antes de 1930

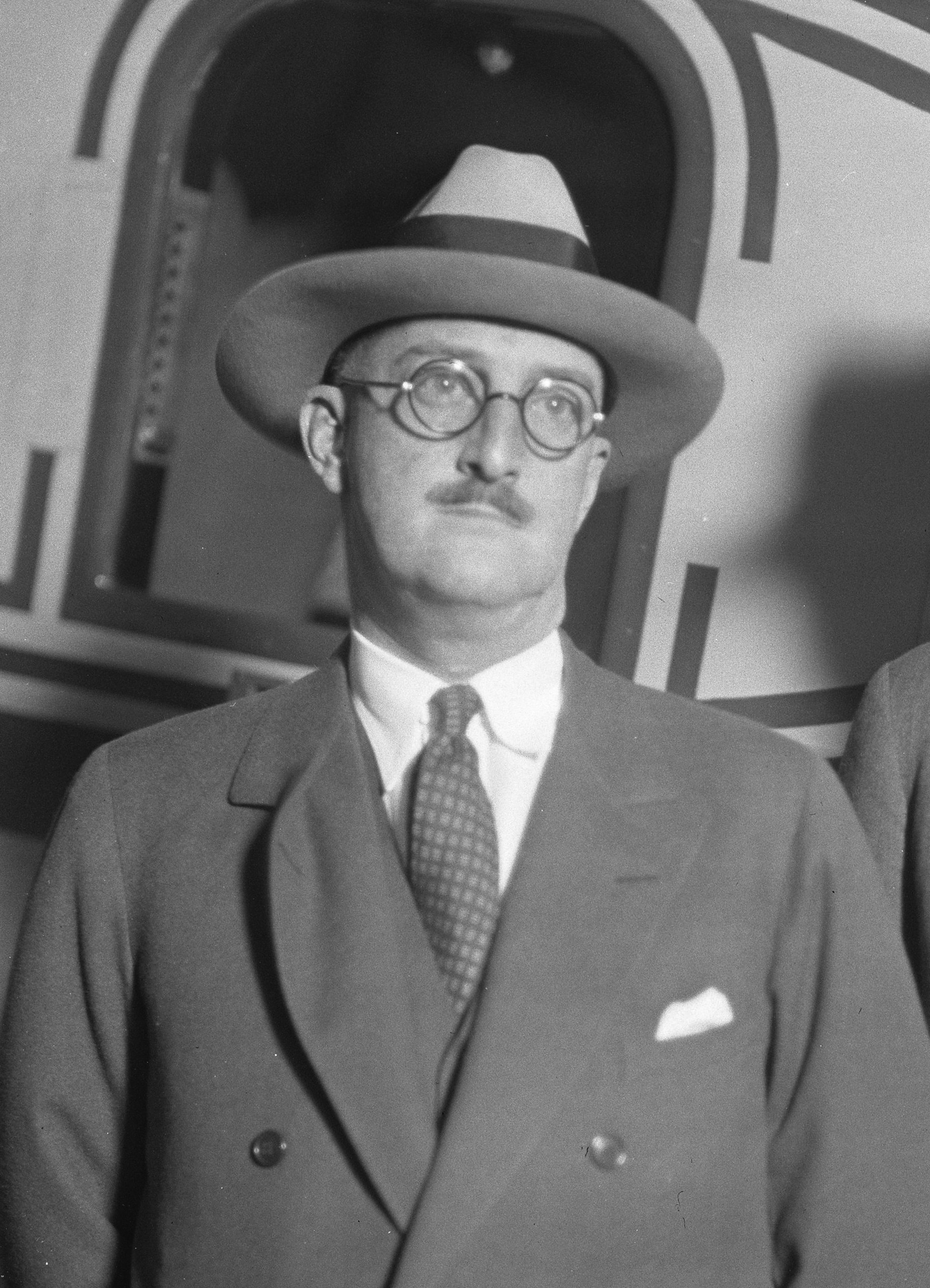
William E. Boeing

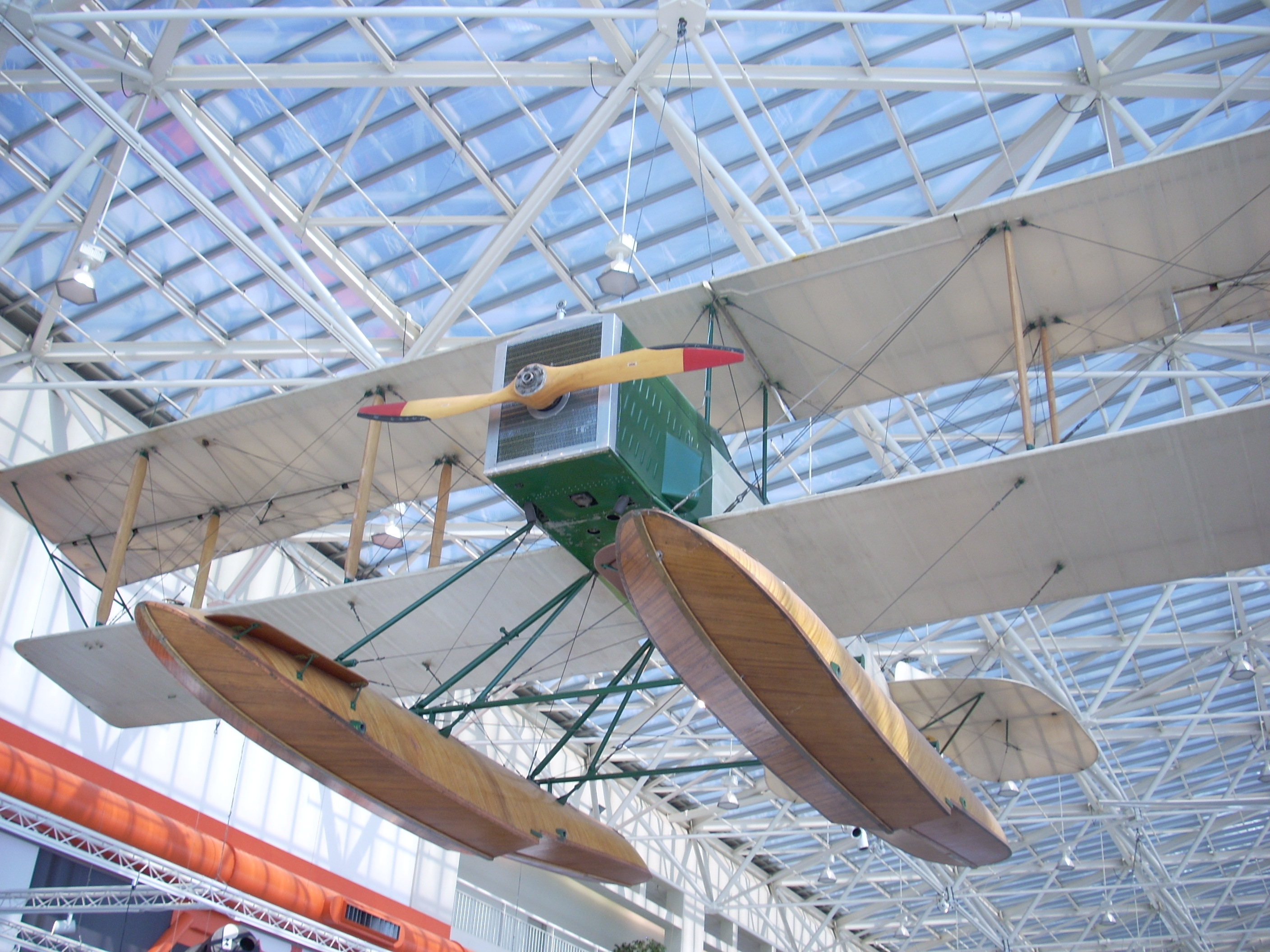
Reproducción del primer avión de Boeing, el Boeing 1, en el Museo del Vuelo de Seattle

En marzo de 1910, el pionero de la aviación William E. Boeing compró los astilleros Heath de Seattle, en el río Duwamish, que posteriormente se convirtieron en su primera fábrica de aviones. William Boeing constituyó su empresa en Seattle el 15 de julio de 1916 como Pacific Aero Products Co. Boeing se fundó más tarde en Delaware. El certificado de fundación fue rellenado en la Secretaría del Estado de Delaware el 19 de julio de 1934. William Boeing estudió en la Universidad de Yale y trabajó inicialmente en la industria maderera, donde se enriqueció y aprendió sobre estructuras de madera. Estos conocimientos fueron de gran valor para el diseño y el ensamblaje de sus aviones. La empresa se fundó en Seattle, en el estado de Washington, para beneficiarse del suministro local de madera de abeto.
William Boeing compró un hidroavión «Flying Birdcare» del fabricante Glenn L. Martin Company y le enseñó a pilotar el propio Glenn L. Martin. William Boeing se estrelló con su avión Birdcage y cuando Martin le informó de que no habría piezas de recambio disponibles durante unos meses, Boeing se dio cuenta de que podía construir su propio avión en esa cantidad de tiempo. Él y su amigo Westeverlt, tras volar en un avión de la empresa Curtiss, acordaron construir un avión mejor que el Birdcage y pronto fabricaron el hidroavión B&W. Este fue el primer avión ensamblado en un hangar situado en la orilla noreste del lago Union de Seattle. Muchos de los primeros aviones de Boeing fueron hidroaviones. William Boeing fundó su empresa unos pocos meses después del vuelo inaugural, el 15 de junio, de dos hidroaviones construidos con la ayuda de George Conrad Westervelt, un ingeniero de la Armada.
El 9 de mayo de 1917 la compañía se convirtió en Boeing Airplane Company. A finales de 1917, Estados Unidos entró en la I Guerra Mundial y Boeing sabía que la Armada necesitaría hidroaviones. De esta forma, Boeing fletó dos nuevos modelos C a Pensacola, Florida, donde volaban los aviones de la Marina. A la Marina le gustó el modelo C y encargó 50 más. La compañía se trasladó a un antiguo astillero más grande en el cauce bajo del Duwamish.
Cuando terminó la I Guerra Mundial, en 1918, hubo un gran excedente de aviones militares usados, que se vendieron baratos, inundando el mercado de los aviones comerciales. Esto impidió que las compañías de aviones, como Boeing, vendieran aviones nuevos. A causa de esto, muchas empresas del sector de la aviación abandonaron el negocio, pero otras compañías, entre las que estaba Boeing, empezaron a vender otros productos. Boeing empezó a construir aparadores, mostradores y muebles, junto con barcos de fondo plano llamados Sea Sleds (que en español significa «trineos de mar»).
En 1919 el Boeing B-1 hizo su primer vuelo. El vuelo llevaba un piloto, dos pasajeros y algo de correo. A lo largo de ocho años, hizo los vuelos del correo aéreo internacional desde Seattle, en el estado de Washington, a Victoria, en la Columbia Británica. El 24 de mayo de 1920 el Boeing 8 hizo su primer vuelo. Fue el primer avión que voló sobre Mount Rainier.
En 1923 Boeing empezó a competir contra Curtiss por un contrato para desarrollar un caza para el servicio aéreo del Ejército de los Estados Unidos. Aunque Curtiss acabó su diseño primero y fue premiada con el contrato, Boeing continuó desarrollando su caza PW-9. Ese avión, junto con el caza Boeing P-12/F4B, hicieron de Boeing una compañía líder en cazas a lo largo de la siguiente década.
En 1925 Boeing construyó un avión, modelo 40, para que el gobierno de los Estados Unidos lo usara en su servicio postal. En 1927 se construyó una versión mejorada de este avión, el modelo 40A, que ganó el contrato de la Oficina de Correos de los Estados Unidos para repartir la correspondencia entre San Francisco y Chicago. El 40A también tenía una cabina de pasajeros que podía albergar a dos pasajeros.
Ese mismo año, Boeing creó una aerolínea denominada Boeing Air Transport, que se fusionó un año más tarde con Pacific Air Transport y con la Boeing Airplane Company. El primer vuelo de correo de la aerolínea fue el 1 de julio de 1927. La compañía cambió su nombre a United Aircraft and Transport Corporation en 1929 y adquirió las empresas Pratt & Whitney, Hamilton Standard Propeller Company y Chance Vought. United Aircraft compró National Air Transport en 1930.
El 27 de julio de 1928 realizó su primer vuelo el Boeing 80, un biplano de doce pasajeros. Con sus tres motores, fue el primer avión de Boeing construido con la única intención de ser un avión de pasajeros. La versión mejorada, la 80A, que podía llevar a dieciocho pasajeros, hizo su primer vuelo en septiembre de 1929.

### Décadas de 1930 y 1940

Cronología de Boeing.

En 1930 se construyó el Boeing Monomail, un monoplano de ala baja para llevar correo. Estaba realizado por completo de metal, era rápido y aerodinámico y tenía un tren de aterrizaje retráctil. De hecho, su diseño era tan novedoso que los motores y las hélices de la época no hubieran podido manejar ese avión. Cuando las hélices de paso controlable se desarrollaron, Boeing estaba construyendo su avión modelo 247. Se construyeron dos Monomails. El segundo, el modelo 221, tenía una cabina para 6 pasajeros.
El Boeing 247, aparecido en 1933, fue el primer avión de pasajeros moderno. El 247 era un monoplano de ala baja realizado completamente de metal que era más seguro, más rápido y más fácil de manejar que otros aviones de pasajeros. Por ejemplo, fue el primer avión de pasajeros de doble motor que podía volar con un solo motor. En una era de motores poco fiables, esto mejoró enormemente la seguridad del vuelo.
Boeing construyó los primeros setenta aviones exclusivamente para las operaciones de su propia aerolínea filial, United Airlines. Esto perjudicó a las aerolíneas de la competencia y como esto perjudicaba a la competencia entre las empresas el gobierno de los Estados Unidos solicitó que se prohibiera en ese momento.
La Ley del Correo Aéreo (Air Mail Act) de 1934 prohibió a las aerolíneas y a los fabricantes estar bajo el mismo manto corporativo, de modo que la compañía se dividió en tres empresas más pequeñas: Boeing Airplane Company, United Airlines y United Aircraft Corporation, que fue precursora de United Technologies. Como resultado de esto, William Boeing vendió su acciones y abandonó Boeing.
Claire Egtvedt, que se había convertido en presidente de Boeing en 1933, se convirtió también en director de la empresa. Él creía que el futuro de la empresa estaba en la construcción de aviones más grandes. Las labores empezaron en 1936 en la segunda fábrica de Boeing (Boeing Plant 2) para acomodarla a la producción de aviones más grandes.
Poco después se alcanzó un acuerdo con la aerolínea Pan Am para desarrollar un avión comercial capaz de llevar pasajeros en rutas transoceánicas. El primer vuelo del Boeing Modelo 314 Clipper fue en junio de 1938. Fue el mayor avión civil de su época, con una capacidad de noventa pasajeros en vuelos diarios, y cuarenta pasajeros en vuelos nocturnos. Un año después, se inauguró el primer servicio regular de vuelo con pasajeros entre Estados Unidos y el Reino Unido. Subsecuentemente, se abrieron otras rutas, de modo que la Pan Am usó el Boeing 314 para vuelos a otros lugares del mundo.
En 1938 Boeing completó sus trabajos para su Modelo 307 Stratoliner. Este fue el primer avión de transporte con la cabina presurizada, y era capaz de volar a una altitud de 6100 metros, por encima de muchas inclemencias climáticas. Estaba basado en el B-17 Flying Fortress; usaba las mismas alas, la misma cola y los mismos motores.
Durante la II Guerra Mundial, Boeing construyó un gran número de bombarderos B-17 Flying Fortress y B-29 Superfortress. Boeing batió el récord de las empresas contratistas. Boeing ocupó el duodécimo puesto entre las corporaciones de los Estados Unidos en el valor de los contratos de producción en tiempos de guerra. Muchos de los trabajadores eran mujeres cuyos maridos habían ido a la guerra. A principios de marzo de 1944, la producción había aumentado tanto que se construían trescientos cincuenta aviones cada mes. Para protegerse de ataques aéreos, las fábricas estaban cubiertas con vegetación y elementos agrícolas. Durante estos años de guerra las principales compañías de aeronaves de Estados Unidos cooperaron. El bombardero B-17 diseñado por Boeing fue ensamblado también por Lockheed Aircraft Corporation y por Douglas Aircraft Corporation, mientras que el B-29 fue ensamblado también por Bell Aircraft Corporation y por Glenn L. Martin Company.

### Década de 1950

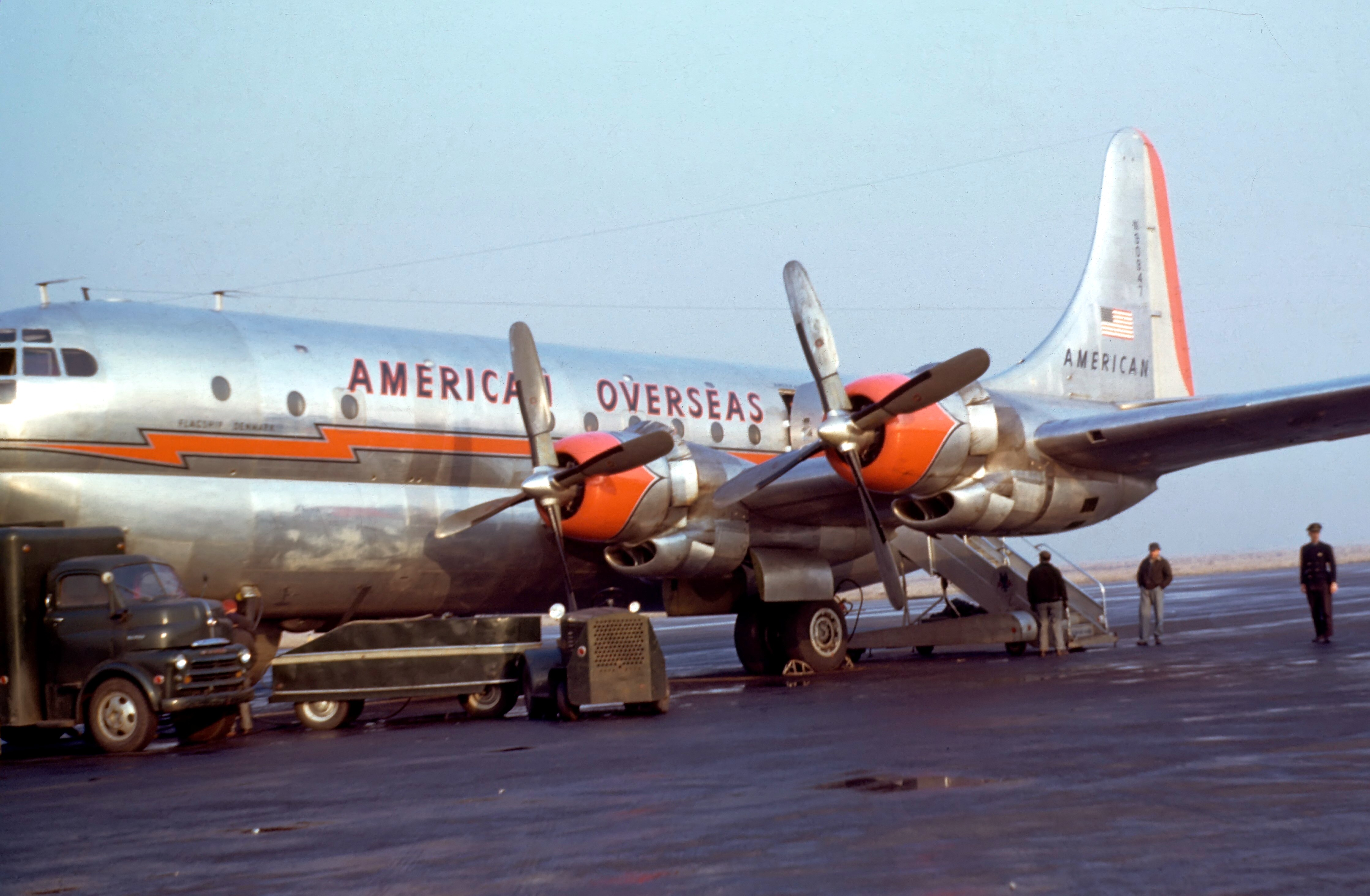
Boeing 377 Stratocruiser de American Overseas entre 1949-1950

Boeing desarrolló aviones militares como los bombarderos Boeing B-47 Stratojet y el B-52 Stratofortress a finales de los años 40 y ya en los años 50. A principios de los años 50, Boeing usó fondos de la compañía para desarrollar el avión de pasajeros 361-80, lo que llevó a su a cabo el desarrollo del KC-135 Stratotanker y del avión de pasajeros Boeing 707. Algunos de estos fueron construidos en la fábrica de Boeing de Wichita, Kansas, que existió desde 1931 a 2014.
A mediados de 1950 la tecnología había avanzado significativamente, lo que dio a Boeing la oportunidad de desarrollar y de fabricar nuevos productos. Uno de los primeros fue el misil guiado de corto alcance usado para interceptar aeronaves enemigas. Por aquel entonces la Guerra Fría era un hecho y Boeing usó la tecnología de estos misiles de corto alcance para desarrollar misiles intercontinentales.
En 1958 Boeing empezó a desarrollar su Boeing 707, el primer avión a reacción (jet) de pasajeros de Estados Unidos, en respuesta al De Havilland Comet británico, al Sud Aviation Caravelle francés y al Tupolev Tu-104 soviético, que componían la primera generación de aviones comerciales a reacción. Con el 707, un avión de pasajeros de cuatro motores y 156 asientos, los Estados Unidos se convirtieron en líderes en la fabricación de aviones jet. Pocos años después, Boeing creó una segunda versión de su avión, el Boeing 720, que era ligeramente más rápido y tenía menor autonomía.
Boeing era el mayor productor de motores con turbinas pequeñas durante los 50 y los 60. Los motores representaban uno de los mayores esfuerzos de la compañía para expandir su producto más allá de los usos militares tras la II Guerra Mundial. El desarrollo de la turbina con motor de gasolina comenzó en 1943 y la turbina de gasolina de Boeing se aplicó a los modelos 502, 520, 540, 551 y 553. Boeing construyó 2461 motores antes de dejar la producción en abril de 1968. Boeing fue pionero en muchas aplicaciones de la turbina con motor de gasolina, incluyendo su uso para helicópteros y barcos.

### Década de 1960

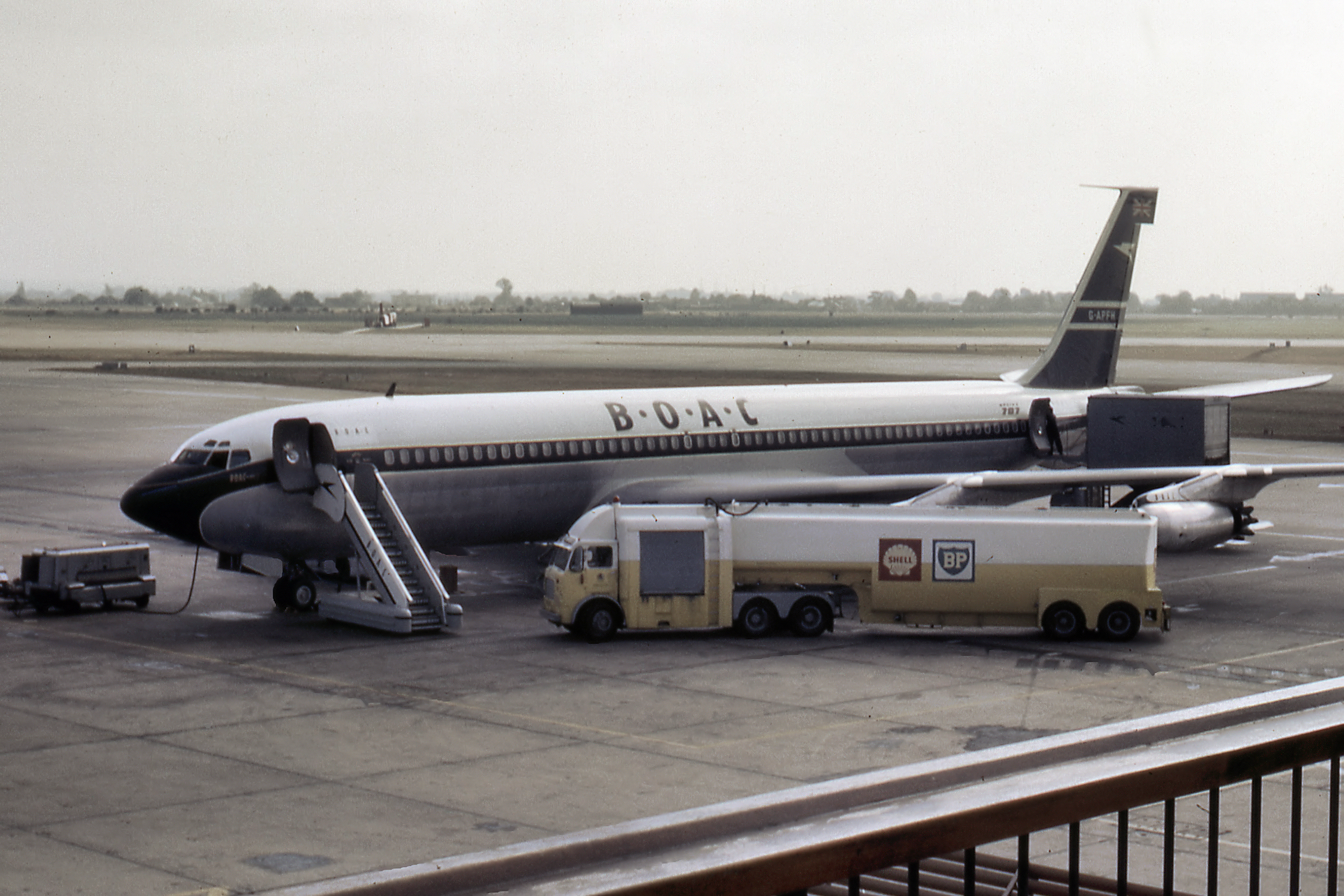
Un Boeing 707 de British Overseas Airways Corporation en el aeropuerto de Londres en 1964

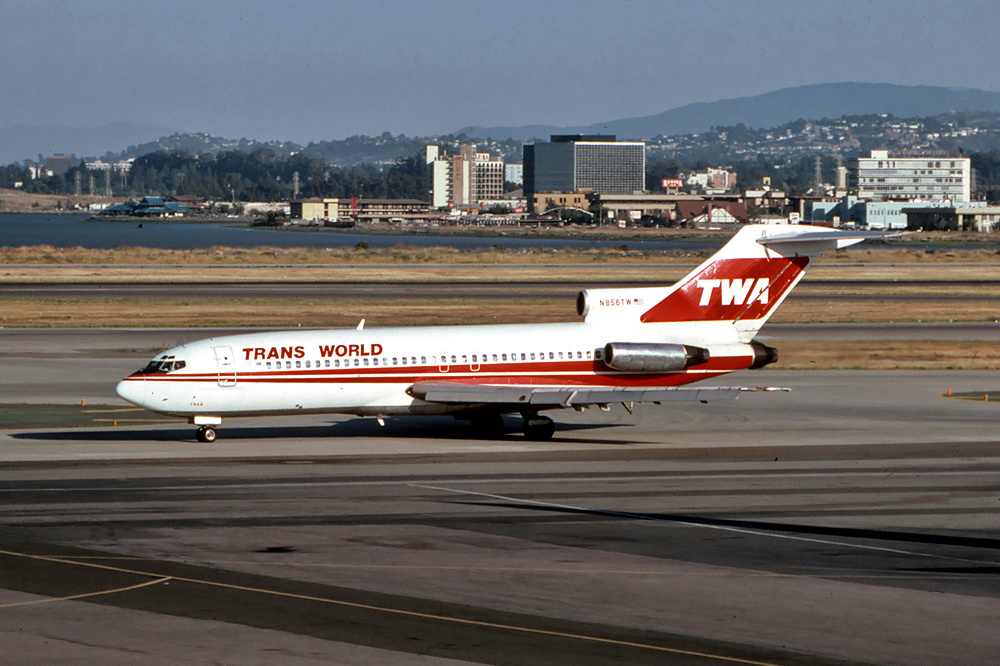
Boeing 727 de TWA

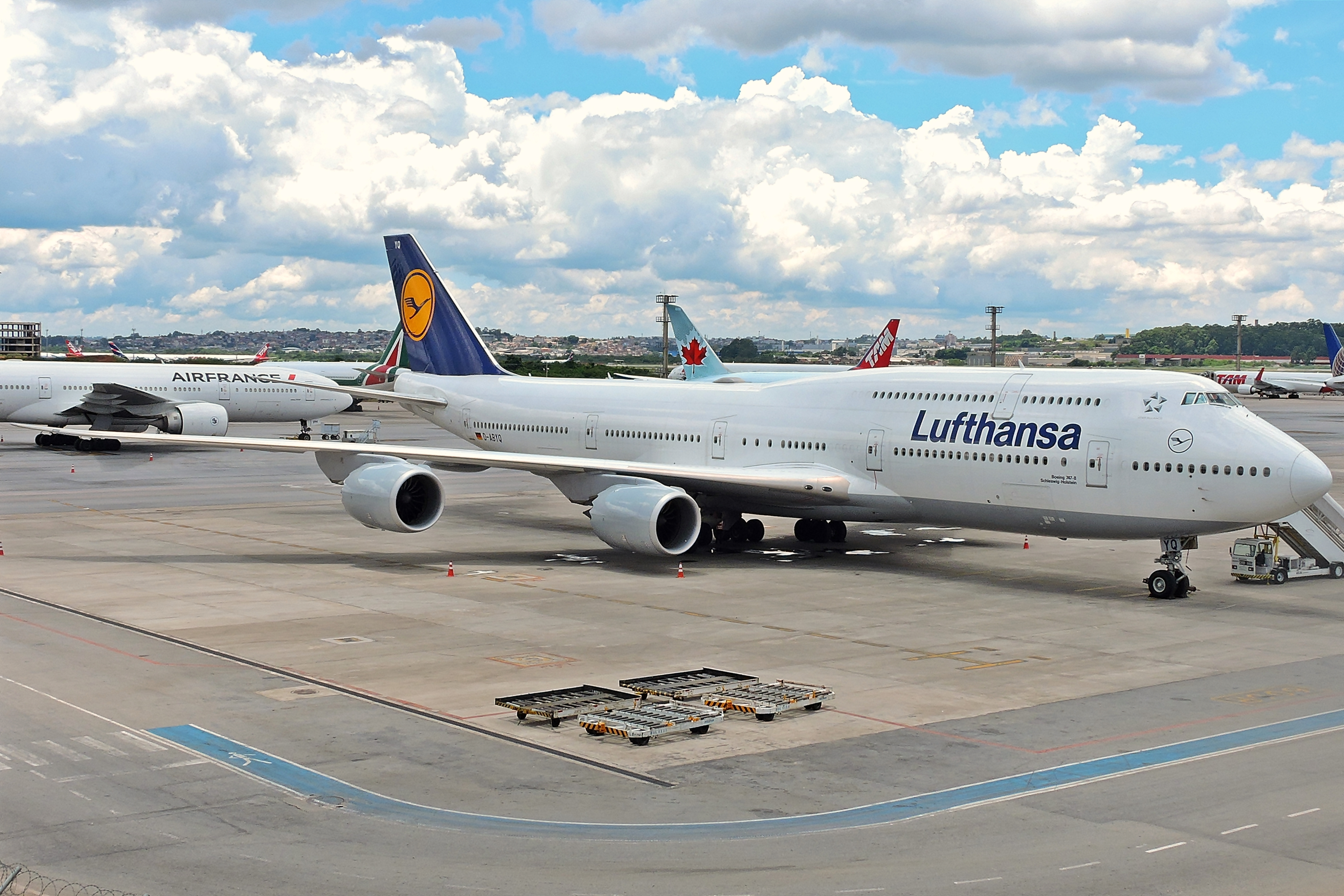
Boeing 747-8 de Lufthansa en el aeropuerto de Fráncfort

Boeing adquirió la empresa Vertol Aircraft Corporation en 1960 y fue reorganizada como una división de la compañía. El helicóptero CH-47 Chinook de doble rotor, producido por Vertol, voló por primera vez en 1961. Este helicóptero, apto para cargas pesadas, sigue usándose a día de hoy. En 1964, Vertol produjo también el CH-46 Sea Knight.
En diciembre de 1960 Boeing anunció el jet 727, que se comercializó tres años después. En 1961 Boeing ganó un contrato para fabricar la parte S-IC del cohete Saturn V, fabricado por Michoud Assembly Facility en Nueva Orleans, Luisiana.
En 1966 el presidente de Boeing William M. Allen pidió a Malcom T. Stamper que encabezase la producción del Boeing 747. Esto supuso un gran reto de ingeniería y desarrollo, e incluyó la construcción de la mayor fábrica del mundo en Everett, estado de Washington. La fábrica tenía el tamaño de cuarenta campos de fútbol americano. En 1967 Boeing realizó el 737, un avión de pasajeros bimotor de autonomía corta y media.
La presentación del 747-100 tuvo lugar en 1968, en la fábrica de Everett, que estaba a una hora de la sede de Seattle. El primer vuelo tuvo lugar un año después. El primer vuelo comercial del 747 fue en 1970. El 747 tenía una autonomía intercontinental y una capacidad de pasajeros mayor que los modelos anteriores de Boeing.
Boeing también desarrolló hidroalas en la década de 1960. El USS High Point (PCH-1) fue una embarcación experimental. El hidroala patrullero USS Tucumcari (PGH-2) fue más exitoso. Solo se construyó uno, pero fue usado en Vietnam y en Europa hasta que encalló en 1972. El Tucumari y otros barcos posteriores se fabricaron en Renton. Aunque los hidroalas de la marina fueron retirados del servicio a finales de los 80, los hidroalas de Boeing con motor a reacción siguen en servicio en Asia.

### Década de 1970

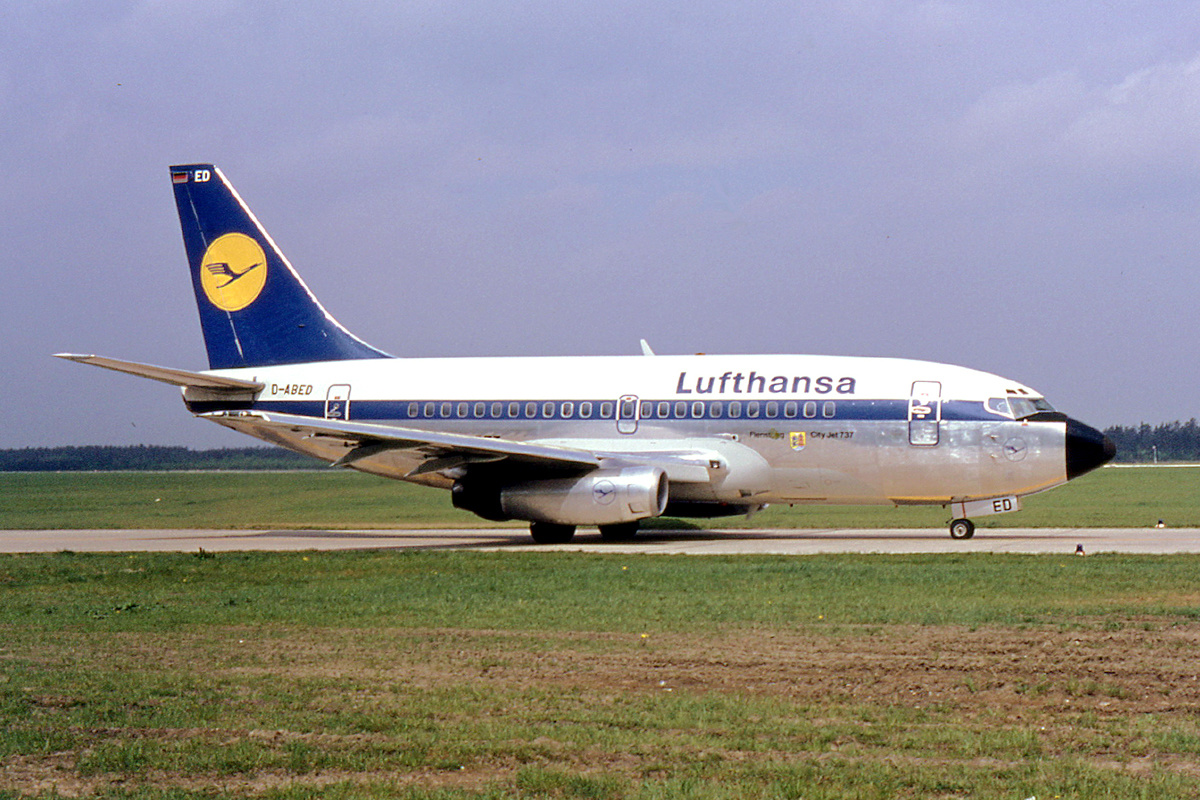
Un Boeing 737-130 de Lufthansa.

A comienzos de los años 70 Boeing sufrió simultáneamente la disminución del gasto militar en la Guerra de Vietnam, la ralentización del programa espacial por estar el proyecto Apolo cercano a completarse, la recesión de 1969-1970 y la deuda de dos mil millones de dólares adquirida para el desarrollo del nuevo 747. La crisis económica era tan grande en varios ámbitos que alguien puso una valla publicitaria cerca del aeropuerto que decía: «La última persona que se vaya de Seattle que apague las luces».
En enero de 1970 el primer 747, un avión de pasajeros de cuatro motores y gran autonomía, realizó su primer vuelo comercial con la Pan Am. El 747 cambió la industria aeronáutica, proveyendo de una mayor capacidad de pasajeros que cualquier otro avión en producción. La compañía ha entregado unos 1400 Boeing 747. El 747 ha ido acumulando mejoras continuas para mantenerse actualizado tecnológicamente. Se han desarrollado también versiones más grandes alargando la cubierta superior. La versión más moderna del 747, el Boeing 747-8, está en producción desde 2015.
Boeing fabricó tres hidroalas Jetfoil 929-100 que fueron adquiridos en 1975 para prestar servicio en Hawái. Cuando finalizó su servicio en 1979 estos tres hidroalas fueron adquiridos por Far East Hydrofoil para prestar servicio entre Hong Kong y Macao.

### Década de 1980

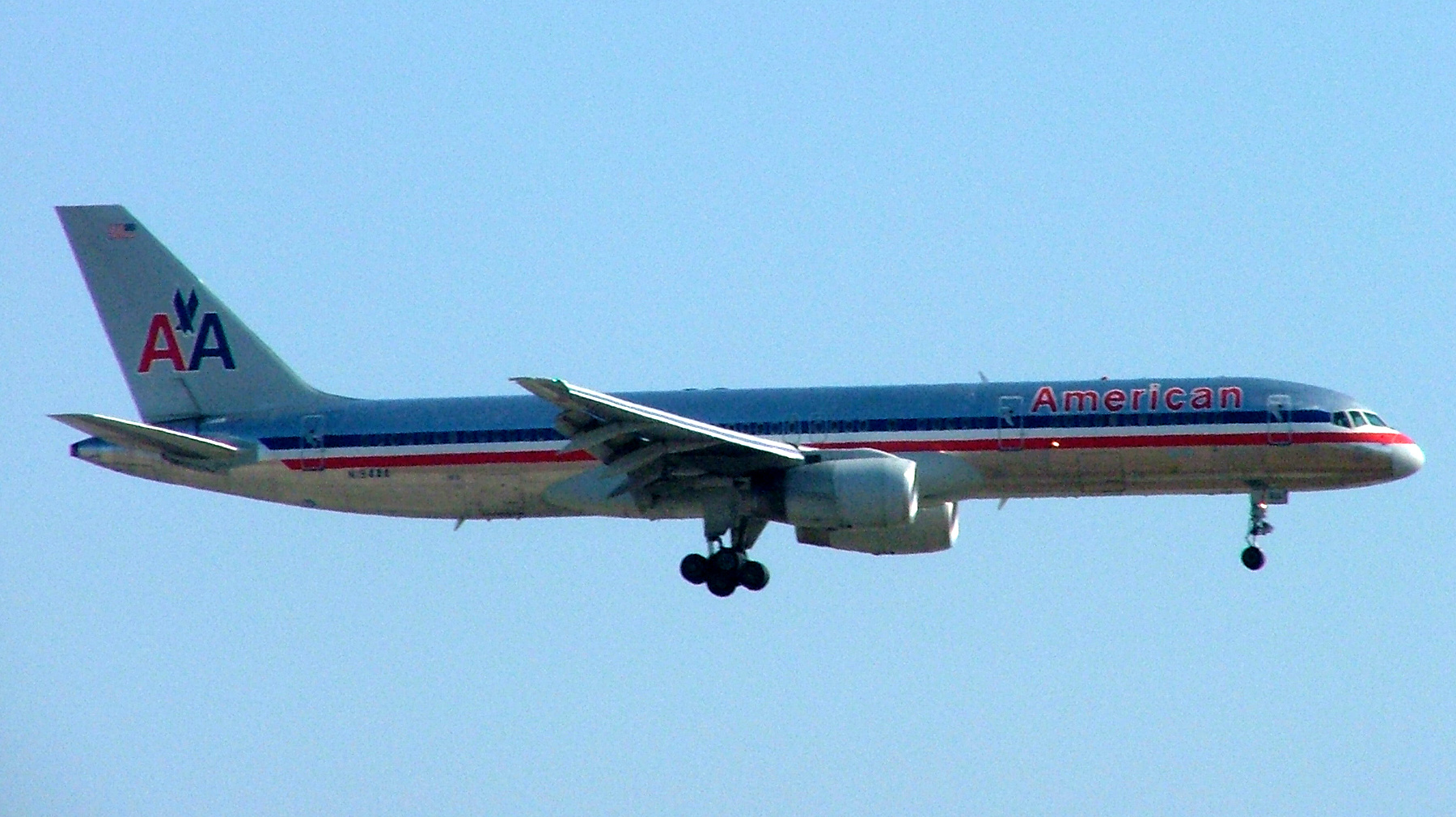
Boeing 757-200 de American Airlines

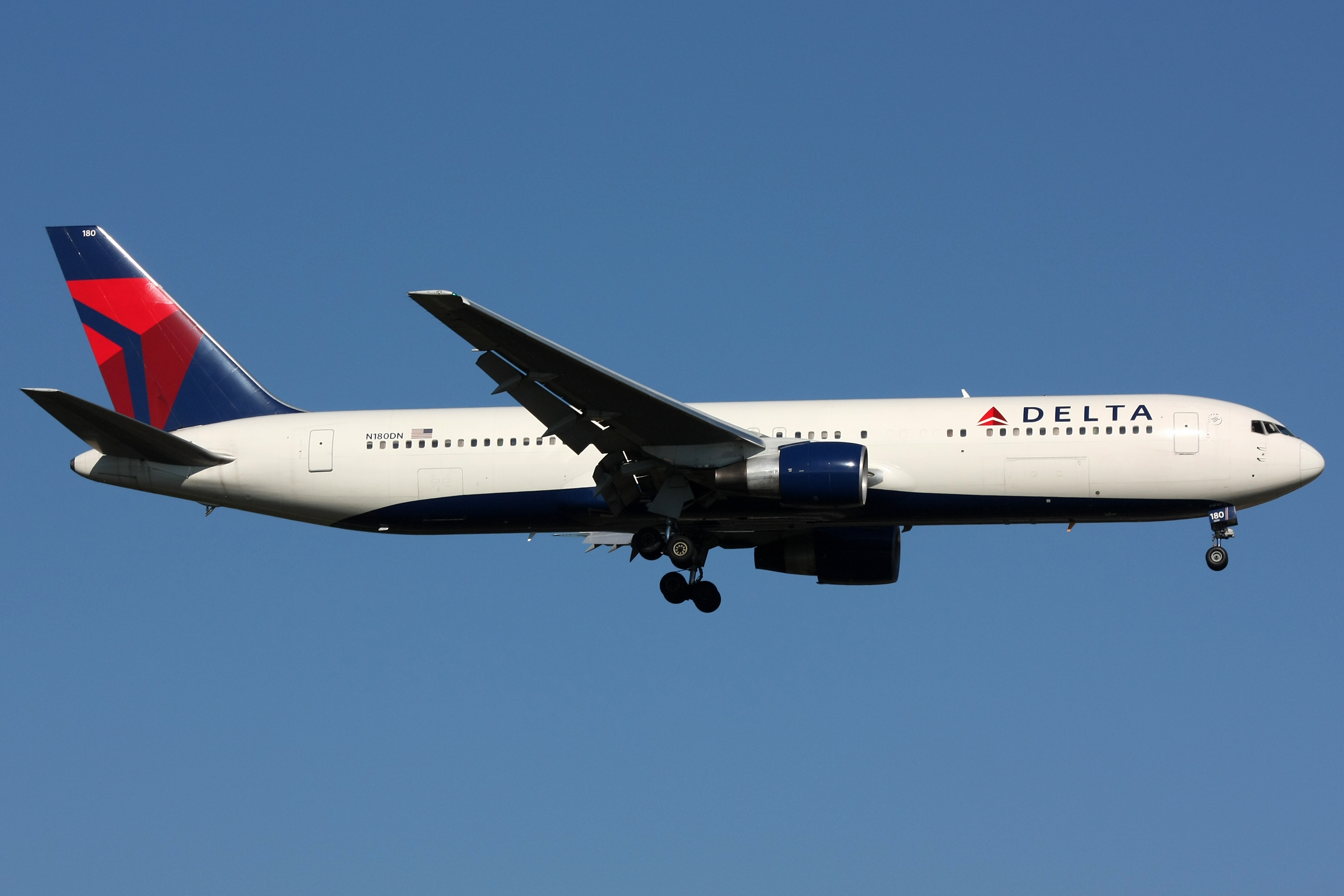
Boeing 767-300 de Delta Airlines

En 1980 la situación económica empezó a mejorar. Boeing ensambló su 737 número diez mil. Durante los siguientes años, los aviones comerciales y sus versiones militares se convirtieron en el equipamiento básico de las aerolíneas y de las fuerzas aéreas. Como el tráfico aéreo aumentó, la competencia se hizo más grande, sobre todo con Airbus GIE, un nuevo fabricante europeo de aviones de pasajeros. Boeing tenía que ofrecer nuevas aeronaves, y desarrolló el 757 de un pasillo, el 767 de dos pasillos y una versión actualizada del 737. Un proyecto importante de estos años fue el transbordador STS (programa del transbordador espacial o Space Shuttle), en el cual Boeing contribuyó aportando su experiencia en cohetes espaciales adquirida durante la era del programa Apolo. Boeing participó también con otros productos en el programa espacial, y fue el principal contratista para el programa de la Estación Espacial Internacional.
Durante esta década Boeing intervino en algunos proyectos militares, incluyendo Northrop Grumman B-2 Spirit, un bombardero furtivo. Boeing realizó la parte exterior del alerón, la sección central del fuselaje de popa, el tren de aterrizaje, el sistema de combustible y el sistema de suministro de armas. Hasta 1991, el B-2 Spirit fue el mayor programa militar en el que había intervenido Boeing, empleando a unas diez mil personas. Ese mismo año, la Asociación Nacional de Aeronáutica de los Estados Unidos (National Aeronautic Association of the USA) premió al equipo que había diseñado el B-2 Spirit con el trofeo Collier por sus logros aeroespaciales para los Estados Unidos. El primer ensamblaje final del B-2 Spirit tuvo lugar en noviembre de 1988 en Palmdale, California, y voló por primera vez el 17 de julio de 1989.
También pusieron en producción el sistema de defensa aérea Avenger y una nueva generación de misiles de corto alcance. Durante estos años, Boeing fue muy activa a la hora de actualizar el equipamiento militar existente y en el desarrollo de nuevos elementos. Boeing también contribuyó en el desarrollo turbinas que funcionasen con la energía eólica con la turbina experimental MOD-2 para la NASA y para el Departamento de Energía de los Estados Unidos, y con la MOD-5B para Hawái.

### Década de 1990

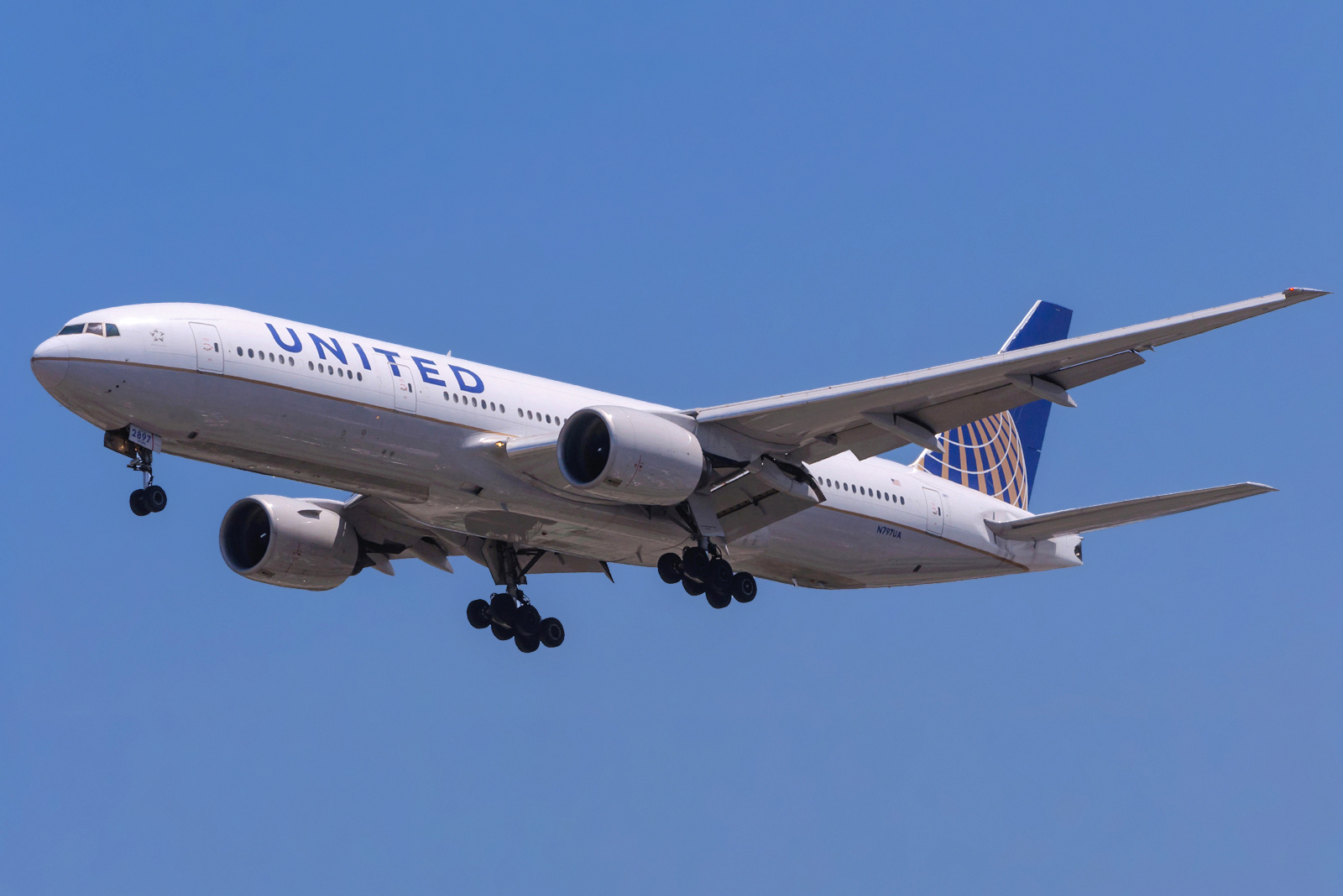
Boeing 777-200 de United Airlines aterrizando en el Aeropuerto Internacional de Los Ángeles (LAX)

Boeing fue una de las siete empresas que pujaron por el Advanced Tactical Fighter. Boeing acordó trabajar en equipo con General Dynamics y Lockheed, por lo que las tres empresas participarían en el desarrollo si se escogía el diseño de cualquiera de ellas. Finalmente, fue seleccionado el diseño de Lockheed, que se convirtió en el Lockheed Martin F-22 Raptor.
En abril de 1994 Boeing puso a la venta el avión de pasajeros más moderno del momento, el 777, de dos motores, con una capacidad de 300 a 370 pasajeros y una distribución similar al 767 y al 747. El 777 era el avión bimotor más grande del mundo y fue también el primer avión de pasajeros de Boeing que ofrecía un sistema fly-by-wire, concebido, en parte, como respuesta a los avances realizados por el consorcio europeo Airbus GIE. Este avión fue un hito importante, porque estaba diseñado para poder ser dirigido en su totalidad por un ordenador. El 777 fue también el primer avión que fue certificado en 180 minutos ETOPS cuando fue puesto en circulación por la Federal Aviation Administration (FAA) de los Estados Unidos. A mediados de los 90 la compañía también desarrolló una versión mejorada del 737, el 737 «de nueva generación» o 737 NG. Esta se ha convertido en la versión del 737 que más rápidamente se ha vendido en la historia, y el 20 de abril de 2006, sus ventas sobrepasaron a las del clásico 737 con un encargo de 79 aviones de Southwest Airlines.
En 1995, Boeing demolió su sede de East Marginal Way South en lugar de adaptarla a los nuevos estándares sísmicos. La sede fue trasladada a un edificio adyacente y la demolición tuvo lugar en 1996. En 1997, Boeing se asentó en su nueva sede, cerca del aeropuerto de King County, en Seattle.
En 1996 Boeing adquirió las unidades aeroespaciales y de defensa de Rockwell International. Esas unidades de negocio de Rockwell se convirtieron en subsidiarias de Boeing, y la empresa en su conjunto pasó a llamarse Boeing North American, Inc. En agosto de 1997 Boeing se fusionó con McDonnell Douglas en un intercambio de acciones por valor de trece mil millones de dólares y la empresa en su conjunto pasó a llamarse oficialmente The Boeing Company. No obstante, ese había sido el nombre oficial de Boeing hasta el 21 de mayo de 1961. Tras esa fusión, el McDonnell Douglas MD-95 fue renombrado como Boeing 717, y la producción del MD-11 se limitó a la versión del avión de carga. Boeing creó una nueva identidad corporativa, incorporando la tipografía de la marca Boeing con una versión estilizada del símbolo de McDonnell Douglas, que a su vez derivaba del logo de Douglas Aircraft de la década de los 70.

### Década de los 2000
En enero de 2000, Boeing escogió expandir su presencia en otros campos, como las comunicaciones por satélite, adquiriendo la empresa Hughes Electronics.
En septiembre de 2001, Boeing trasladó su sede central de Seattle a Chicago. Chicago, Dallas y Denver competían para convertirse en la principal sede de la industria aeroespacial del mundo y todas ellas le ofrecieron exenciones de impuestos multimillonarias. Sus oficinas están localizadas en el distrito Fulton River de Chicago, a las afueras de Loop.
El 10 de octubre de 2001 Boeing perdió frente a Lockheed Martin en la competición por el contrato multimillonario del Joint Strike Fighter. El Boeing X-32 fue rechazado en favor del Lockheed X35. Boeing continuó siendo el principal contratista de la Estación Espacial Internacional y construyó algunos de sus principales componentes.
En 2003, dos responsables de Boeing son encarcelados por corrupción.
Boeing empezó a desarrollar el avión cisterna para reposataje en el aire KC-767 a comienzos de los 2000. Italia y Japón encargaron cuatro KC-767 cada uno. Después de algunos retrasos y la certificación de la FAA, Boeing entregó los cuatro aviones cisterna a Japón en 2008. La entrega del segundo de ellos a Japón se produjo el 5 de marzo. Italia recibió sus cuatro KC-767 a lo largo de 2011.
Tras varias décadas de éxito, Boeing perdió su liderazgo frente a Airbus SAS en el mercado de los aviones de pasajeros en 2003. Muchos proyectos de Boeing fueron cancelados, sobre todo el Sonic Cruiser, un avión que viajaría justo por debajo de la velocidad del sonido, reduciendo los tiempos en los viajes intercontinentales hasta en un 20 %. El proyecto se puso en marcha en 2001, junto con una nueva campaña publicitaria para dinfundir el nuevo lema de la compañía: «Para siempre nuevas fronteras», y para mejorar su imagen. No obstante, los cambios en el mercado de la aviación comercial tras los ataques del 11 de septiembre, la debilidad de la economía y el subsiguiente aumento del precio de los combustibles pusieron fin a este proyecto.

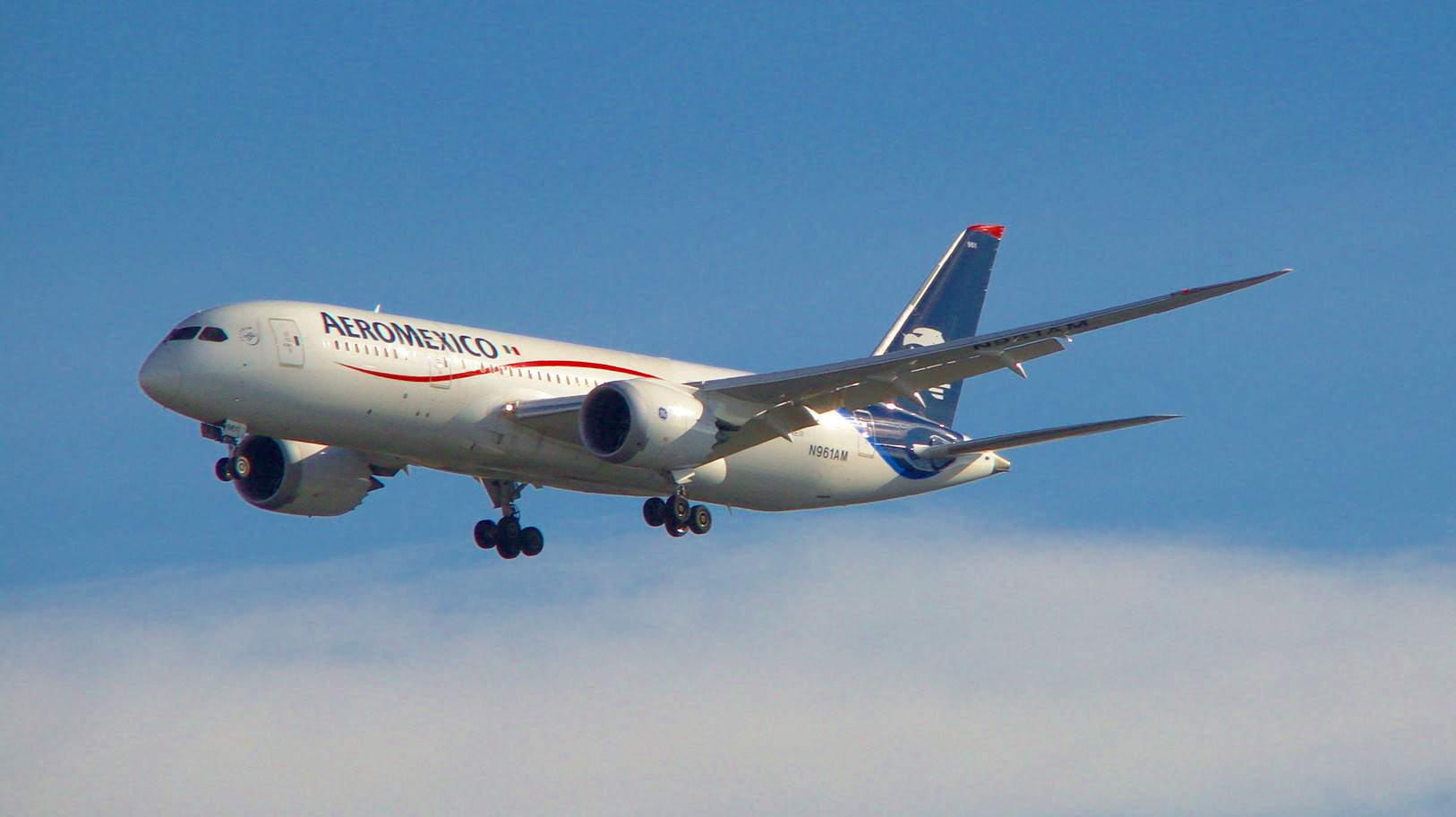
Boeing 787-8 de Aeroméxico

Posteriormente, Boeing racionalizó su producción y dirigió su atención a un nuevo modelo, el Boeing 787 Dreamliner, con gran parte de la tecnología desarrollada para el Sonic Cruiser, pero en un avión más convencional diseñado para una máxima eficiencia. La compañía también lanzó nuevas variantes de sus exitosos modelos 737 y 777. El 787 se popularizó entre las compañías aéreas, y batió el récord de número de aviones encargados antes de su lanzamiento. Debido a los retrasos que acumulaba Airbus SAS en su A380, muchas aerolíneas que los habían encargado amenazaron con cancelar sus pedidos y solicitar la nueva versión del Boeing 747, el 747-8. La respuesta de Airbus al 787, el A350, no fue muy solicitado al principio, cuando se anunció como una versión mejorada del A330, pero luego hubo muchos pedidos importantes cuando dijo que sería un diseño completamente nuevo. El programa de desarrollo del 787 sufrió algunos retrasos y el primer vuelo no tuvo lugar hasta finales de 2009.
Tras una aprobación administrativa, Boeing conformó una alianza estratégica (joint venture) con el competidor Lockheed Martin el 1 de diciembre de 2006. Esa empresa conjunta, la United Launch Alliance, es la mayor proveedora de cohetes del gobierno de los Estados Unidos.
El 2 de agosto de 2005 Boeing vendió su filial para la fabricación de motores de cohetes, llamada Rocketdyne, a la empresa Pratt & Whitney. El 1 de mayo de 2006 Boeing aceptó comprar Aviall, Inc., con sede en Dallas, Texas, por mil setencientos millones de dólares y asumir su deuda de trescientos cincuenta millones de dólares. Aviall, Inc. y sus empresas subsidiarias, Aviall Sevices, Inc. e ILS conformaron una empresa subsidiaria de Boeing Commercial Aviation Services.
Cuando la empresa se dio cuenta de que cada vez más pasajeros dependían de sus ordenadores para mantenerse en contacto, Boeing introdujo Connexion by Boeing, un servicio de conexión a Internet por satélite. La compañía presentó el proyecto ante los medios de comunicación en 2005, recibiendo críticas favorables. Sin embargo, la competencia del servicio de conectividad que ofertaban los teléfonos móviles hizo que la conexión a Internet del avión fuera difícil de vender a muchas aerolíneas. En agosto de 2006, tras un breve e infructuoso proceso de búsqueda de compradores, Boeing optó por interrumpir ese servicio.
Boeing sacó el 777 Freighter en mayo de 2005, con un encargo de Air France. La variante Freighter está basada en el 777-200LR. Otros clientes fueron FedEx y la aerolínea Emirates. En noviembre de 2005 Boeing anunció oficialmente que produciría una variante mayor del 747, el 747-8, en dos versiones, comenzando por la versión de carga, que tenía varios pedidos. La segunda versión, llamada Intercontinental, era para aerolíneas de pasajeros. Ambas versiones del 747-8 contarían con un mayor fuselaje, nuevos motores, nuevas alas, y la incorporación de otras tecnologías desarrolladas para el 787.
Boeing también recibió un contrato de la Marina de los Estados Unidos para realizar el P-8 Poseidon Multimission Maritime Aircraft, un avión patrullero antisubmarinos. También recibió encargos para el avión 737 AEW&C Wedgetail. La compañía también sacó versiones mejoradas del 737, como el 737-700ER y el 737-900ER. El 737-900ER es la última versión y alcanzó el mismo éxito que el 737-800, por tener capacidad para llevar a más pasajeros, debido a la adición de dos salidas de emergencia extra.

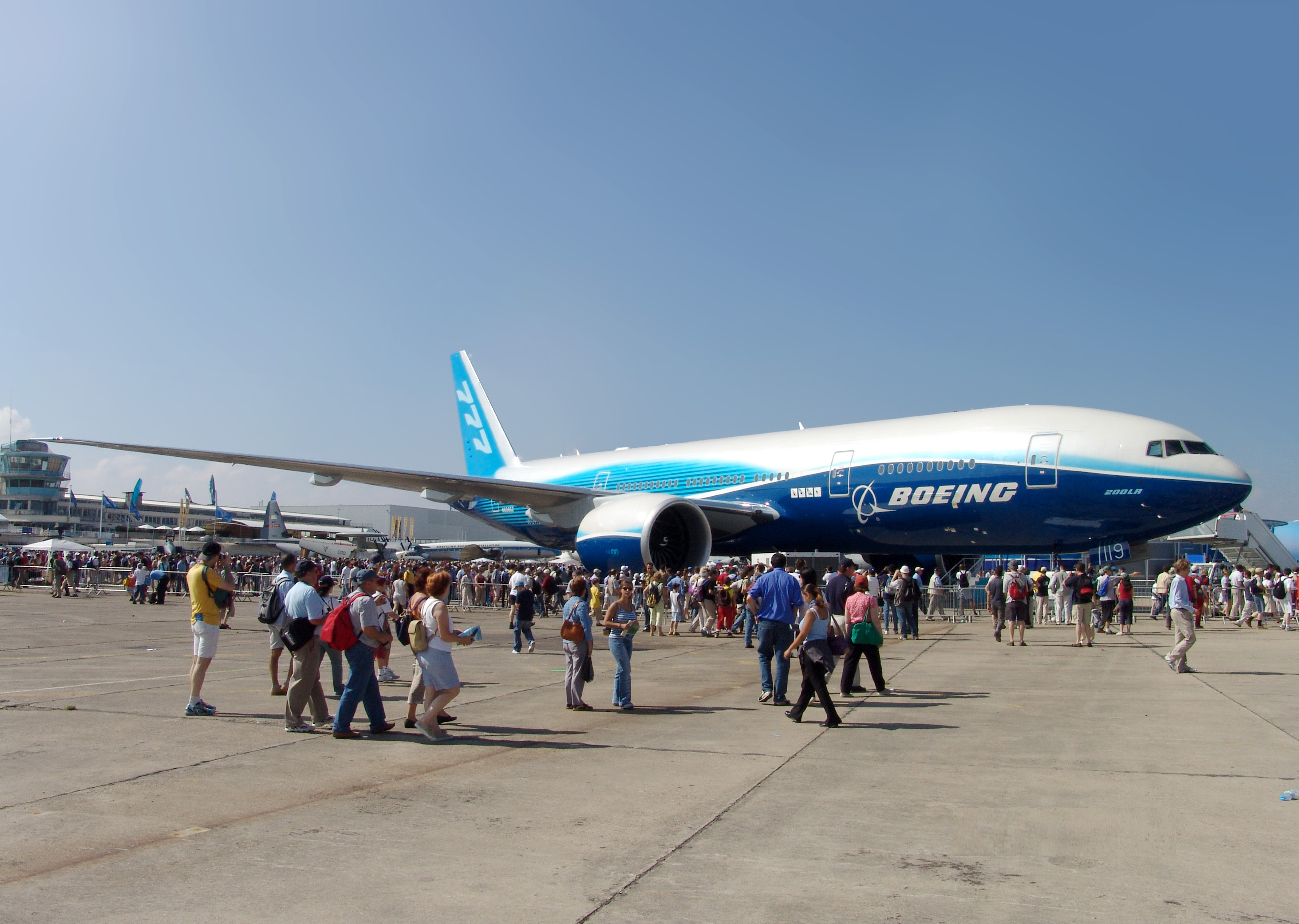
Un 777-200LR Worldliner.

El 777-200LR Worldliner fue bien recibido internacionalmente cuando demostró en la segunda mitad de 2005, su capacidad para volar más lejos que ningún otro avión de pasajeros. El 10 de noviembre de 2005, el 777-200LR batió el récord mundial del viaje aéreo más largo sin ninguna escala. El avión viajó de Hong Kong a Londres, tomando una ruta que incluyó un vuelo sobre los Estados Unidos. Voló 21 601 km durante veintidós horas y veinticuatro minutos. Fue pilotado por pilotos de Pakistan International Airlines y esta aerolínea fue la primera que voló con el 777-200LR Worldliner.
El 11 de agosto de 2006 Boeing aceptó crear una alianza estratégica (joint venture) con el gran productor de titanio ruso VSMPO-Avisma para que forjase maquinaria de titáneo que se usaría en el programa de desarrollo del 787. El 27 de diciembre de 2007 Boeing y VSMP-Avisma crearon Ural Boeing Manufacturing, y firmaron un contrato de suministro de productos de titanio hasta 2015. Boeing invertiría veintisiete mil millones de dólares en Rusia los siguientes treinta años.
Boeing y Science Applications International Corporation (SAIC) fueron los principales contratistas del ejército de Estados Unidos en su programa Future Combat System (FCS). El programa FCS fue cancelado en junio de 2009 y todos los sistemas restantes fueron barridos por el programa Army Brigade Combat Team Modernization. Boeing trabaja junto con SAIC en el programa Army Brigade Combat Team Modernization pero el ejército estadounidense se centrará en dotar de accesorios a vehículos básicos.
El secretario de defensa Robert M. Gates dijo que los cambios el gasto en defensa eran porque «se deben tomar decisiones difíciles sobre sistemas concretos y sobre la prioridad de una defensa basada solamente en el interés nacional y esa decisión se mantendrá a lo largo del tiempo». Esto perjudicó especialmente a Boeing, debido a su gran participación en proyectos cancelados de las fuerzas aéreas estadounidenses.
Los pedidos por aviones cayeron de 58 en abril de 2008 a 17 en abril de 2009 debido a la crisis económica y a la falta de crédito. En junio de 2009, Boeing comunicó que retrasará el vuelo de su modelo Boeing 787 Dreamliner debido a la necesidad de reforzar un área en la sección que une el fuselaje con las alas del avión. El Boeing 787 Dreamliner, que utiliza materiales compuestos para reducir su peso y el consumo en vuelo, necesita una solución permanente. Según The Wall Street Journal esto revela los fallos en el diseño de la aeronave y «en las líneas de comunicación del fabricante estadounidense de aviones, tanto internas como con sus socios, inversionistas y el público».
De los aviones civiles de McDonnell Douglas, el MD 80 y su variante MD 90, que fue introducido en su día por Douglas como MD 90 y que ha ido manteniendo su popularidad a través de versiones más modernas y amplias, fue el último avión de McDonnell Douglas que Boeing siguió fabricando, cerrándose su línea de producción en 2006, con la denominación B717.

#### Conducta antiética
En mayo de 2003, las fuerzas aéreas estadounidenses anunciaron que arrendaría cien aviones cisterna KC-767 para reemplazar a sus 135 antiguos aviones cisterna KC-135. En noviembre de 2003, en respuesta a las críticas que argumentaban que el arrendamiento era más caro que la compra, el Departamento de Defensa anunció que revisaría el alquiler de veinte de esos aviones y que compraría ochenta. En diciembre de 2003, el Pentágono anunció que el proyecto se había paralizado mientras duraban unas investigaciones iniciadas a raíz de unas acusaciones de corrupción hacia un exempleado; Darleen Druyun, que había comenzado a trabajar en Boeing en enero de aquel año. Esto dio lugar a la dimisión del director general de Boeing, Philip M. Condit, y al despido del CFO Michael M. Sears. Harry Stonecipher, ex CEO de McDonnell Douglas y COO de Boeing, sustituyó a Condit provisionalmente. Druyun se declaró culpable de inflar el precio del contrato y de pasar información a la competencia sobre la oferta del Airbus A330 MRTT. En octubre de 2004 fue sentenciado a cárcel por corrupción.
En marzo de 2005, la junta directiva de Boeing obligó al presidente y CEO Harry Stonecipher a dimitir. Boeing dijo que una investigación interna reveló una relación «consentida» entre Stonecipher y una ejecutiva que era «incompatible con el Código de Conducta de Boeing» y que «podía menoscabar su capacidad para dirigir la empresa». James A. Bell fue nombrado CEO provisional (conservando además sus obligaciones como CFO de Boeing) hasta que se nombró a Jim McNerney director, presidente y CEO el 30 de junio de 2005.

#### Espionaje industrial
En junio de 2003, Lockheed Martin demandó a Boeing alegando que la empresa había recurrido al espionaje industrial en 1998 para ganar la competición por el Evolved Expendable Launch Vehicle. Lockheed Martin afirmó que el exempleado Kenneth Branch, que se fue para trabajar a McDonnell Douglas y Boeing, y pasó cerca de treinta mil páginas de documentos de Lockheed a sus nuevos empleadores. Lockheed Martin argumentó que estos documentos permitieron a Boeing conseguir diecinueve de los veintiocho lanzamientos de satélites militares que se ofertaron.
En julio de 2003, Boeing fue penalizada y el Pentágono le quitó siete concesiones y se las dio a Lockheed Martin.Además, se prohibió a la compañía pujar por contratos de cohetes durante veinte meses. Ese plazo finalizó en marzo de 2005. A comienzos de septiembre de 2015, se informó que Boeing estaba negociando un acuerdo con el Departamento de Justicia de los Estados Unidos en el que la empresa hubiera pagado hasta quinientos millones para encubrir este asunto y el escándalo de Darleen Druyun.

### De 2010 a la actualidad
En 2010 Boeing completó su adquisición de Aragon ST Inc. Dicha empresa tenía su sede en Fairfax, Virginia, y desarrollaba sistemas de C4ISR (Command, Control, Communications, Computers, Intelligence, Surveillance and Reconnaissance) y sistemas de combate. El 30 de junio de 2010 Boeing anunció su intención de adquirir Argon ST como parte de la estrategia de la compañía para expandir sus posibilidades en el campo del C4ISR y en el mercado de la ciberinteligencia.
En febrero de 2011 Boeing recibió un contrato para 179 aviones cisterna KC-46 para las fuerzas aéreas de los Estados Unidos por un valor de 35 000 millones de dólares. El avión cisterna KC-46 está basado en el KC-767.
El 17 de noviembre de 2011 se informó de que Lion Air había encargado 201 Boeing 737 MAX y 29 Boeing 737-900ER. Este encargo, una vez finalizado, está valorado en 21 700 millones de dólares en función de los precios de catálogo de esos aviones de pasajeros. Esta es, por tanto, la mayor venta de aviones comerciales de Boeing. El acuerdo incluye la opción de pedir otros 150 aviones.
El 5 de enero de 2012, Boeing anunció planes para cerrar sus fábricas de Wichita, Kansas, que tenían 2160 trabajadores antes de 2014, más de ochenta años después de haberse establecido allí. Boeing ha dado trabajo, al menos, a cuarenta mil personas ahí.
Boeing anunció el 13 de mayo de 2013 que recortaría mil quinientos empleos de tecnologías de la información en Seattle, en el estado de Washington, a lo largo de los siguientes tres años, entre los cuales habría despidos, retiros y relocalizaciones. Muchos de estos empleados serían relocalizados (aproximadamente seiscientos) a San Luis, en el Estado de Misuri, y North Charleston, en Carolina del Sur.
La compañía anunció un incremento de beneficios del 26 %, 1230 millones de dólares, para el último cuarto de 2013, mencionando que se debía a una mayor demanda de aviones comerciales.
En abril de 2014, Boeing anunció que su fábrica de Long Beach, California, podría cerrar a finales del año. La fábrica fue responsable de la construcción del avión militar de transporte Boeing C-17 Globemaster III. El último C-17, el número 276, fue ensamblado en 2015. El lugar de ensamblado fue cerrado oficialmente en febrero de 2015 y, a partir de abril, Boeing ha ido subastando la fábrica por piezas. 2200 empleos se han visto afectados.
En junio de 2015 Boeing anunció que James Mc Nerney podría ser cesado como CEO para ser reemplazado por el COO de Boeing Dennis Muilenburg el 1 de julio de 2015.
El 6 de julio de 2018 Boeing anuncia un acuerdo para tomar el control del fabricante de aviones brasileño Embraer. Boeing anunció el 24 de abril de 2020 que da por concluido su acuerdo con el fabricante brasileño Embraer para crear una empresa conjunta sobre la que recaerían las operaciones comerciales de esta última.
En 2023 registró ingresos totales por US$77 790 000 000 (equivalente a $77 790 000 000 en 2023), beneficio económico de US$−773 000 000 (equivalente a $−773 000 000 en 2023), beneficio neto de US$−2 240 000 000 (equivalente a $−2 240 000 000 en 2023), activos totales de US$137 010 000 000 (equivalente a $137 010 000 000 en 2023) y un capital social de US$−17 230 000 000 (equivalente a $−17 230 000 000 en 2023)

#### Crisis de 2019 por accidentes del B737 MAX
En 2019, los accidentes catastróficos de los vuelos 610 de Lion Air y 302 de Ethiopian Airlines llevaron a que las autoridades mundiales prohibieran temporalmente todos los Boeing 737-8 MAX. Estos problemas han significado una fuerte caída de las acciones de Boeing. El análisis de las cajas negras de ambos vuelos revelaron «similitudes claras» dijo Dagmawit Moges, ministra de Transportes etíope.
El 18 de marzo, el Departamento de Transporte y el Departamento de Justicia anunciaron que están investigando la certificación y la puesta en servicio del Boeing 737 MAX.

## Acuerdos de 1992 entre la Unión Europea y los Estados Unidos
Hasta finales de los años 1970, Estados Unidos tenía casi un monopolio en el sector de los grandes aviones civiles. El consorcio de Airbus GIE (creado en 1969) empezó a competir de forma efectiva en la década de los 80. En ese momento, Estados Unidos se dio cuenta de la competencia europea y de que los gobiernos europeos subvencionaban a Airbus GIE para que desarrollara sus primeros modelos. Esto se convirtió en el asunto principal de un contencioso, porque los europeos consideraban que los encargos a Boeing de la NASA y de los programas de defensa de Estados Unidos eran algo similar a las subvenciones.
Los Estados Unidos y la Unión Europea comenzaron negociaciones bilaterales para limitar las subvenciones gubernamentales a la aviación civil en la década de los 80. Las negociaciones concluyeron en 1992 con la firma del Tratado CE-EE. UU. sobre Grandes Aviones Civiles (EC-US Agreement on Trade in Large Civil Aircraft) que imponía normas al apoyo de los gobiernos a ambos lados del Atlántico que eran significativamente más estrictas que las normas relativas a ese asunto de la Organización Mundial del Comercio (OMC): sobre todo, los acuerdos regulaban detalladamente las formas y los límites del apoyo gubernamental, estableciendo obligaciones de transparencia e instando a las partes a evitar disputas comerciales.

#### Disputa por las subvenciones
En 2004, los Estados Unidos y la Unión Europea aceptaron discutir sobre una posible revisión del tratado que ambas partes suscribieron en 1992 para cubrir toda forma de subvención, incluyendo el uso de aviones por el gobierno de los Estados Unidos y, sobre todo, las subvenciones para el Boeing 787; la primera aeronave nueva que había sacado Boeing en catorce años. En octubre de 2004, Estados Unidos empezó con los procedimientos legales en la OMC solicitando información sobre las inversiones de Airbus en aviones nuevos. Estados Unidos se retiró unilateralmente del tratado de 1992 alegando que Airbus había recibido subvenciones «injustas» de varios gobiernos europeos. Airbus respondió presentando una denuncia en la que argumentaba que Boeing también había violado el acuerdo al recibir exenciones de impuestos del gobierno de Estados Unidos. Por otra parte, la UE también se quejó de que las subvenciones a la inversión de las compañías aéreas japonesas también violaban el acuerdo.
El 11 de enero de 2005 Boeing y Airbus SAS aceptaron llegar a una solución sin contar con la OMC. No obstante, en junio de 2005, Boeing y el gobierno de Estados Unidos reabrieron la disputa en la OMC alegando que Airbus había recibido subvenciones ilegales de los gobiernos europeos. Airbus respondió que Boeing también había recibido subvenciones del gobierno de los Estados Unidos.
El 15 de septiembre de 2010 la OMC dictaminó que Boeing había recibido miles de millones de dólares en subvenciones gubernamentales. Boeing respondió que la cantidad que se había dictaminado que habían recibido era solamente una parte de lo que había recibido Airbus según otra sentencia y que eso le había hecho cambiar algunas de sus operaciones. Boeing recibió 8700 millones en subvenciones del estado de Washington.

## Medio ambiente
En 2006, el Centro UCLA para la Reducción del Riesgo Medioambiental (UCLA Center for Environmental Risk Reduction) publicó un estudio que mostraba que el laboratorio Santa Susana Field de Boeing, en las Simi Hills del Condado de Ventura, en el sur de California, había sido contaminado con residuos radioactivos tóxicos. Este estudio descubrió que el aire, el suelo, las aguas subterráneas y las aguas superficiales del lugar estaban contaminadas con radionúclidos, metales tóxicos y dioxinas; el aire y las aguas contenían además perclorato, TCE e hidrazinas, y el agua mostraba también presencia de PCBs. Hay estudios de limpieza y juicios en curso.

### Biocombustibles
La industria aeronáutica es responsable del 11 % de los gases de efecto invernadero emitidos por el sector del transporte de los Estados Unidos El porcentaje de gases efecto invernadero que son atribuibles a la aviación continuará creciendo a medida que aumentan los viajes aéreos y los vehículos terrestres vienen usando más habitualmente combustibles alternativos como el etanol y el biodiésel. Boeing ha calculado que los biocombustibles podrían reducir las emisiones de gases efecto invernadero durante el vuelo de un 60 a un 80 %. La solución podría ser mezclar combustible realizado a base de algas con el combustible de jet ya existente.
Los ejecutivos de Boeing dijeron que la compañía estaba colaborando finalmente con la empresa brasileña líder en biocombustibles Tecbio, con la neozelandesa Aquaflow Bionomic y con otras empresas desarrolladoras de combustibles en todo el mundo. De hecho, Boeing ha probado seis combustibles de estas compañías, y probablemente probará otros 20 porque, según dicen, «actualmente estamos evaluándolos». Boeing también se unió con otras empresas de la aviación el la Organización de la Biomasa de Algas (Algal Biomass Organization, ABO) en junio de 2008.
Las empresas Air New Zealand y Boeing están investigando la planta jatropha para ver si es una alternativa al combustible convencional. El 30 de diciembre de 2008 se realizó con éxito una prueba de vuelo de dos horas usando una mezcla al 50 % del nuevo biocombustible con el combustible de jet A-1 con un motor de Rolls Royce RB-211 en el Boeing 747–400 ZK-NBS. Posteriormente, se retiró el motor para ser estudiado para identificar las diferencias entre la mezcla de jatropha y el combustible habitual jet A1. No se descubrieron efectos en su funcionamiento.
El 31 de agosto de 2010 Boeing trabajó con la fuerza aérea de los Estados Unidos para probar un Boeing C-17 que funcionaba con un 50 % de combustible JP-8, 25 % de combustible de jet hidrotradado renovable y un 25 % de combustible de Fischer-Tropsch con resultados exitosos.

### Motores eléctricos
Boeing ha determinado que el motor eléctrico híbrido es la mejor opción para el futuro programa de aviación N+3 de la NASA. La propulsión híbrida tiene el potencial de acortar la distancia de despegue y de reducir el ruido.

## Estructura de la empresa
Las dos mayores divisiones son Boeing Commercial Airplanes y Boeing Defense, Space & Security (BDS).
- Boeing Capital

- Boeing Commercial Airplanes

- Boeing Defense, Space & Security
  - Boeing Phantom Works

- Engineering, Operations & Technology
  - Boeing Research & Technology
  - Boeing Test & Evaluation
  - Intellectual Property Management
  - Information Technology
  - Environment, Health, and Safety[109]

- Boeing Shared Services Group
  - Boeing Realty
  - Boeing Travel Management Company
  - Boeing Supplier Management

## Finanzas
En el primer trimestre de 2009, la empresa tuvo unos ingresos de 16 500 millones de dólares y unas ganancias netas de 610 millones de dólares, u 86 centavos por acción, un 49.2 % menos que el mismo trimestre del año anterior.

## Pedidos y entregas
| Aeronave     | Encargos | Entregas | Pendientes |
| ------------ | -------- | -------- | ---------- |
| 707          | 1010     | 1010     |            |
| 717          | 155      | 155      |            |
| 727          | 1831     | 1831     |            |
| 737 Original | 1144     | 1144     |            |
| 737 Classic  | 1988     | 1988     |            |
| 737 NG       | 7094     | 6658     | 436        |
| 737 MAX      | 4306     | 74       | 4232       |
| 747          | 1418     | 1418     |            |
| 747-8        | 136      | 136      |            |
| 757          | 1049     | 1049     |            |
| 767          | 1204     | 1106     | 98         |
| 777          | 1636     | 1534     | 102        |
| 777X         | 326      |          | 326        |
| 787          | 1294     | 636      | 658        |
| Total        | 24,591   | 18,727   | 5,864      |

Con información de Boeing actualizada a junio de 2023.

## Aviones producidos

### Aviones militares
- Boeing P-12 F
- Boeing P-26 A
- B-17 Flying Fortress
- B-29 Superfortress
- Boeing B-40 Flying Fortress
- Boeing B-47 Stratojet
- Boeing B-50 Superfortress
- Boeing B-52 Stratofortress
- Boeing C-17A Globemaster
- Boeing C-97 Stratofreighter
- Boeing E-3 Sentry (AWACS)
- Boeing E-4
- Boeing VC-25
- E-6 Mercury
- Boeing EC/RC-135
- Boeing KC-97 Stratotanker
- Boeing KC-135 Stratotanker
- Boeing KC-767
- Boeing YAL-1
- V-22 Osprey
- Rockwell B-1B Lancer
- Boeing F-15SE Silent Eagle
- Boeing F/A-18 Super Hornet
- Boeing T-7 Red Hawk

### Aviones civiles o comerciales
- Boeing B40
- Boeing B80
- Boeing 221 Monomail
- Boeing 247
- Boeing 307 Stratoliner
- Boeing 314 Clipper
- Boeing 377 Stratocruiser
- Boeing 707
- Boeing 717
- Boeing 720
- Boeing 727
- Boeing 737
- Boeing 747
- Boeing 757
- Boeing 767
- Boeing 777
- Boeing 787 Dreamliner
- Boeing 7J7
- Sonic Cruiser (prototipo)
- Boeing 2707
- Boeing Business Jet

## Número de empleados
| Grupo                                  | Empleados |
| -------------------------------------- | --------- |
| Boeing Commercial Airplanes (BCA)      | 79 828    |
| Boeing Defense, Space & Security (BDS) | 48 804    |
| Corporación                            | 28 289    |
| Finanzas & Servicios compartidos       | 7 273     |
| Otros                                  | 21 016    |
| Total empresa                          | 156 921   |

| Ubicación        | Empleados |
| ---------------- | --------- |
| Alabama          | 2 877     |
| Arizona          | 3 805     |
| California       | 14 864    |
| Misuri           | 14 585    |
| Oklahoma         | 2 653     |
| Pensilvania      | 4 895     |
| Carolina del Sur | 8 099     |
| Texas            | 3 850     |
| Washington       | 75 686    |
| Otras ciudades   | 25 607    |
| Total empresa    | 156 921   |